# چیرو د سزار
چیرو د سزار (انگلیسی: Ciro De Cesare؛ زادهٔ ۱۶ دسامبر ۱۹۷۱) بازیکن فوتبال اهل ایتالیا است.
از باشگاه‌هایی که در آن بازی کرده‌است می‌توان به باشگاه فوتبال اسپتزیا، باشگاه فوتبال کیه‌وو ورونا، باشگاه فوتبال سالرنیتانا، باشگاه فوتبال فروزینونه، باشگاه فوتبال پیاچنزا، باشگاه فوتبال روبور سیه‌نا، و باشگاه فوتبال کومو اشاره کرد.